# Riama meleagris
Riama meleagris — вид ящірок родини гімнофтальмових (Gymnophthalmidae). Ендемік Еквадору.

## Поширення і екологія
Riama meleagris відомі з кількох місцевостей, розташованих в Еквадорських Андах в провінції Тунгурауа, зокрема з типової місцевості, розташованої в долині річки Пастаса поблизу гори Тунґурауа. Вони живуть у вологих гірських тропічних лісах та на узліссях, на висоті від 1800 до 3150 м над рівнем моря.

## Збереження
МСОП класифікує стан збереження виду як близький до загрозливого. Riama meleagris загрожує знищення природного середовища.